# Wodna (Bułgaria)
Wodna (bułg. Водна) – wieś w Bułgarii, w obwodzie Widyń, w gminie Gramada. W 2024 roku liczyła 54 mieszkańców.

## Geografia
Wieś Wodna oddalona jest od centrum gminnego o 4 km i 25 km na południowy zachód od regionalnego centrum Widynia; położona jest na lewym brzegu rzeki Kuchowec.

## Przyroda
Pomnikiem przyrody jest jaskinia Kurtowa pesztera, położona w rejonie Krawarnika z widokiem na wieś Iwanowce. Również występują na terenie wsi liczne źródła i studnie – od którego pochodzi nazwa wsi.

## Historia
Na obszarze Dyrtija pyt znajduje się dobrze źródło, gdzie pozostały ruiny murów starożytnej osady trackiej i rzymskiej. A w tej osadzie było ponad 10 studni z dobrą wodą, na głębokości 25–30 metrów. Pozostałości osadnictwa trackiego i rzymskiego można odnaleźć także na terenie Mitolicy, gdzie hałdy żużla i odpadów z przerobu rud miedzi wskazują, że w starożytności znajdowały się tu warsztaty żelaza przerabianego na broń i narzędzia rolnicze. Znaleziono w tych miejscach znaleziska z drugiej połowy IV wieku. Natomiast w książce napisanej w latach 60. i 70. XX w. o wsi Wodna Wyłko Nakow przytacza wspomnienia i tradycje pradziadków ówczesnych mieszkańców.